# Попов Роман Дмитрович
Рома́н Дми́трович Попо́в (4 травня 2004, Київ)  — український спортсмен (сучасне п'ятиборство), чемпіон Європи U19 2021 року, віце-чемпіон Європи U19 2022 року, віце-чемпіон Світу U19 2022 року. Дебют на дорослому чемпіонаті світу у 19 років, (18 місце), Бат, Велика Британія 2023.

## Спортивні досягнення
Вихованець комплексної СДЮШОР «Динамо» м. Києва. Виступає за ФСТ «Динамо» України, представляє Київську міську школу вищої спортивної майстерності. Перший тренер — Байгазієв Артем Кайратович. Тренер — Тимощенко Юрій Тихонович.
- У вересні 2021 року в Калдаш-да-Раїнья (Португалія) став Чемпіоном Європи з сучасного п'ятиборства U19 у особистому заліку[3].

- У липні 2022 року у Кракові (Польща) став віце-чемпіоном Європи серед спортсменів до 19 років з сучасного п'ятиборства у особистому заліку[4].

- У вересні 2022 року у італійському Ліньяно Сабб'ядоро став віце-чемпіоном світу до 19 років у особистому заліку[5].

- У вересні 2023 року у литовському Друскінінкай став віце-чемпіоном світу серед юніорів у чоловічій естафеті[6].

- У вересні 2023 року у литовському Друскінінкай став бронзовим призером чемпіонату світу серед юніорів у командній першості[7].
- У червні 2024 року у Александрія (Єгипет) став бронзовим призером чемпіонату світу серед юніорів у особистому заліку[8].
- У червні 2024  року у Александрія (Єгипет) став срібним призером чемпіонату світу серед юніорів у командній першості[8].
- У червні 2024 року у Александрія (Єгипет) став бронзовим призером чемпіонату світу серед юніорів у чоловічій естафеті[8].
- У серпні 2024 року у Софія (Болгарія) став бронзовим призером чемпіонату Європи серед юніорів у чоловічий естафеті[9].
- У серпні 2024 року у Софія (Болгарія) став срібним призером чемпіонату Європи серед юніорів у особистому заліку[9].
- У серпні 2024 року у Софія (Болгарія) став срібним призером чемпіонату Європи серед юніорів у командному заліку[9].
- У вересні 2024 року у Зелена Гура (Польща) став чемпіоном Європи до 24 років у командній першості.
- У вересні 2024 року у Зелена Гура (Польща) став бронзовим призером Чемпіонату Європи до 24 років у особистій першості.
- У червні 2025 року у Александрія (Єгипет) став чемпіоном світу серед юніорів у командній першості.